# Wilhelmshöhe (Eschweiler)

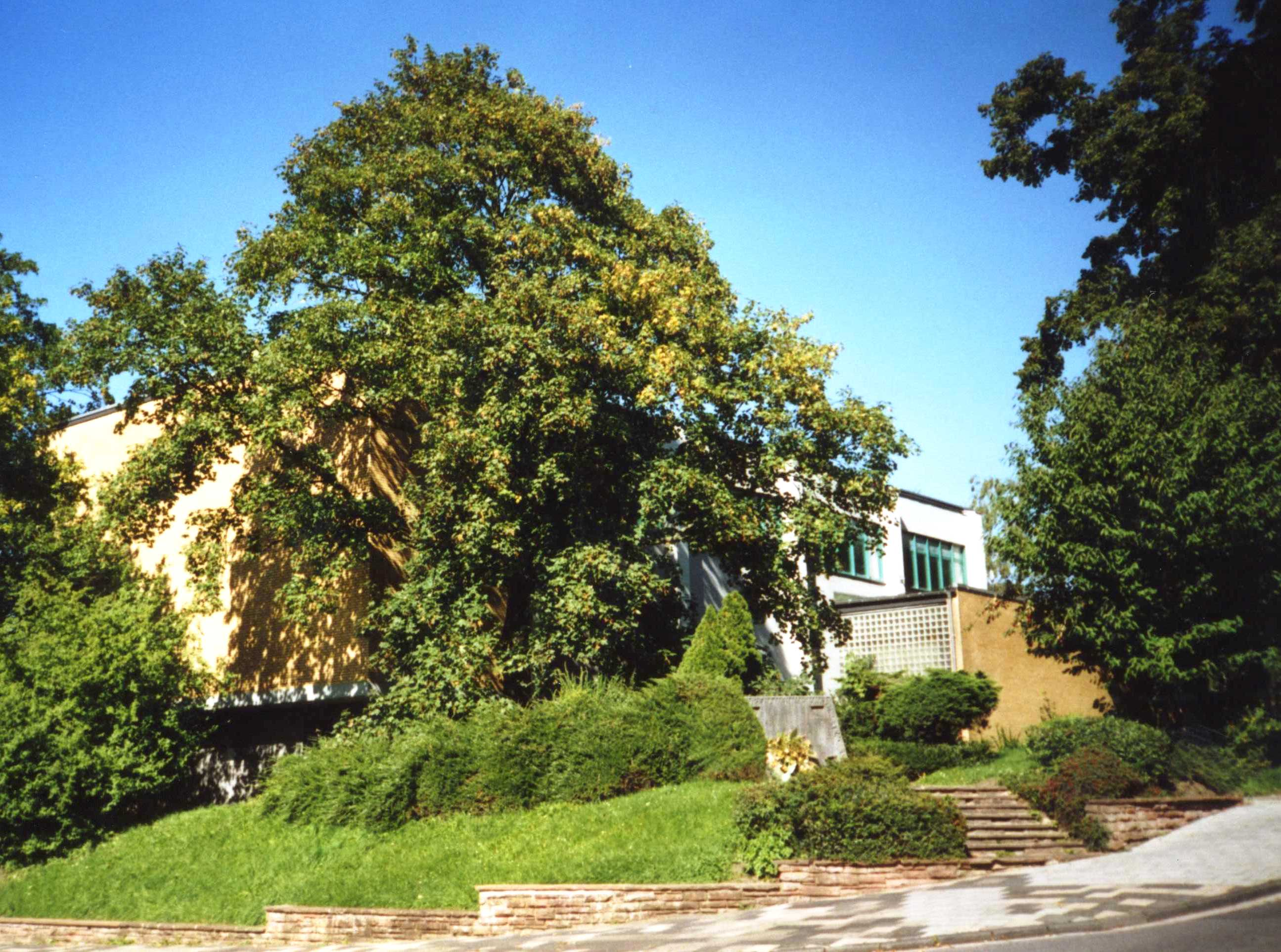
Astrid-Lindgren-Schule und Ehrenmal

Wilhelmshöhe ist ein östlicher Stadtteil von Eschweiler in der Städteregion Aachen und bildet mit Hücheln einen Doppelstadtteil. Er gehörte bis 1972 zusammen mit Hücheln und Weisweiler zum Kreis Düren.

## Geschichte
Der Ort Wilhelmshöhe ist deutlich jünger als das mit ihm inzwischen verwachsene Hücheln. Auf einer preußischen Landkarte von 1846 ist dort nur Wald eingezeichnet. Wilhelmshöhe ist eine ehemalige Steinkohle führende Erhebung mit Schachtanlage. Die Grube Wilhelm war benannt nach Herzog Wilhelm V. von Jülich-Kleve-Berg aus dem 16. Jahrhundert. Die hier hervortretenden Kohlevorkommen nutzten bereits die Freiherren von Palant und die Grafen von Hatzfeld. Letzte Eigentümerin war Christine Englerth, und 1856 begann der Eschweiler Bergwerksverein EBV mit dem Kohleabbau. Jedoch schon 1874 musste der Schacht Wilhelm wegen wiederholter Wassereinbrüche geschlossen werden.

## Sehenswürdigkeiten
- die Halde Nierchen mit Windkraftanlage
- jüdischer Friedhof an der Straße nach Langerwehe

## St. Johannes Baptist

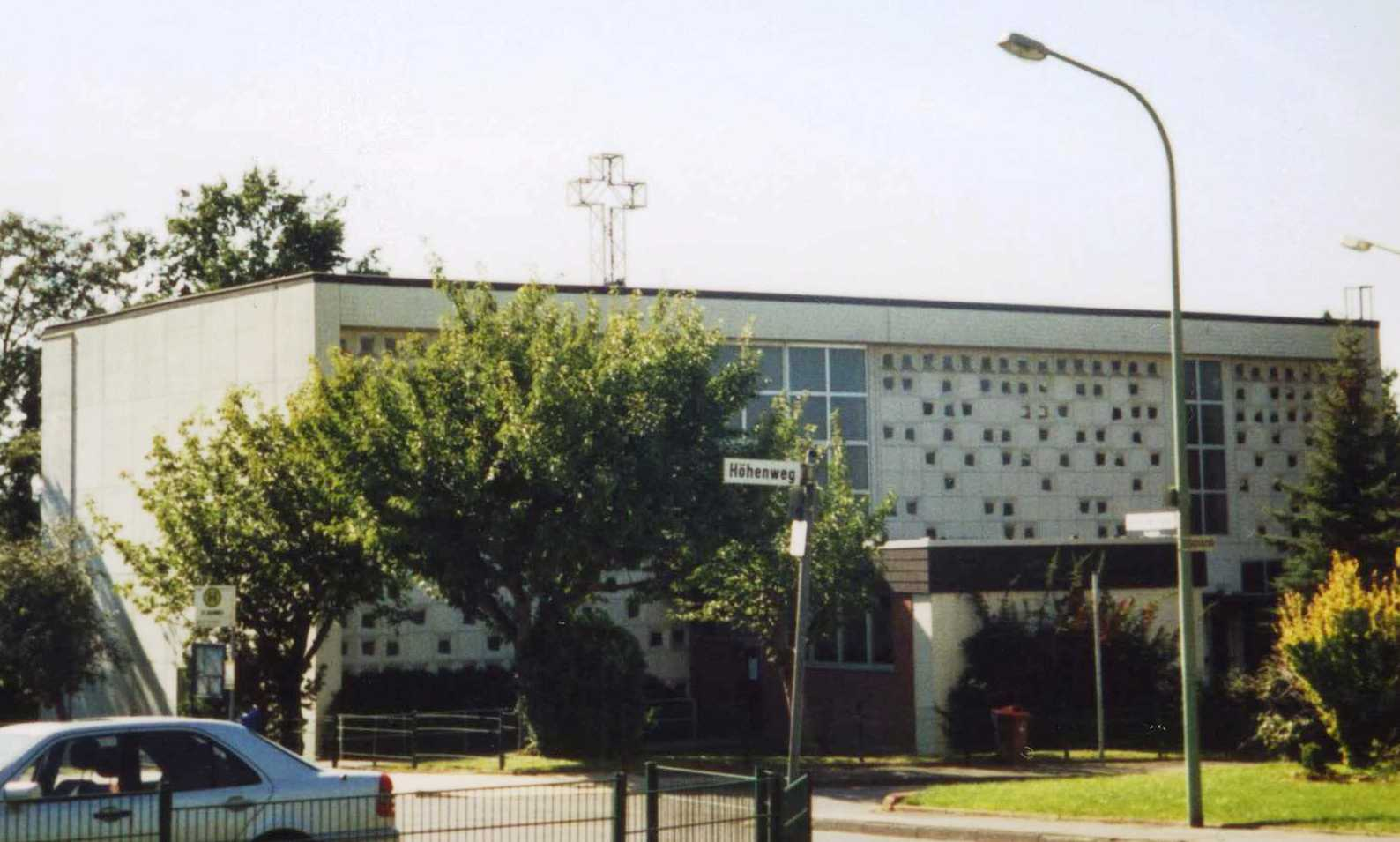
Kath. Kirche St. Johannes Baptist

Wilhelmshöhe bildet zusammen mit Hücheln die Pfarrgemeinde Hücheln im Dekanat Eschweiler. Die Grundsteinlegung der Kirche war 1960. Davor besuchte der Weisweiler Priester sonntags Hücheln zur heiligen Messe, welche zuerst in einer Nissenhütte und später in der Turnhalle der Volksschule abgehalten wurde. Am 2. September 1962 wurde die Kirche konsekriert und am 7. März 1973 die Pfarrvikarie zur Pfarre St. Johannes Baptist erhoben.

## Verkehr
Wilhelmshöhe liegt unmittelbar an der B 264 zwischen Eschweiler und Langerwehe, welche jetzt etwas weiter nördlich als „Kölner Straße“ verläuft. Die alte B 264 heißt Langerweher Straße. Der nächste Autobahnanschluss ist Eschweiler-Ost auf der A 4.
Die nächste Eisenbahnstation ist der Euregiobahn-Haltepunkt „Eschweiler-Weisweiler“. Über die Haltestellen „Am Schildchen“, „Heidesiedlung“, „Hermann-Löns-Straße“, „Langerweher Straße“, „St. Johannes“, „Tannenbergstraße“, „Wasserfeld“, „Weißer Weg“, „Wilhelmshöhe“ und „Ziegelei“ wird Wilhelmshöhe von den Linien 28, 52 und 96 mit Langerwehe, Hücheln, Weisweiler und „Eschweiler Bushof“ verbunden.
| Linie | Verlauf |
| ----- | --- |
| 28    | Alsdorf-Annapark – Schaufenberg – Siedlung Ost – Mariadorf – Hoengen – Warden – Kambach – Kinzweiler – Hehlrath – Röhe – Eschweiler Bushof – Rathaus – Herz-Jesu-Kirche – Weisweiler – Hücheln (– Langerwehe Bf – Langerwehe Schulzentrum) |
| 52    | (Hücheln – Weisweiler –) Eschweiler Südstraße – Rathaus – Eschweiler Bushof – Röhe – Talbot – Ludwig Forum – Aachen Bushof |
| 96    | Langerwehe Schulzentrum – Langerwehe Bf – Weisweiler Bf – Weisweiler Frankenplatz – Elektrowerk – Herz-Jesu-Kirche – Rathaus – Eschweiler Bushof                                                                                           |

## Heidesiedlung
Am östlichen Ortsausgang Richtung Langerwehe liegt die Heidesiedlung. Ursprünglich hieß sie „Schlageter-Siedlung“ nach dem deutschen Freikorpskämpfer Albert Leo Schlageter. Die Umbenennung in „Heidesiedlung“ war am 15. April 1946.